# Carapo (distrito)
Carapo é um distrito do peru, departamento de Ayacucho, localizada na província de Huanca Sancos.

## Transporte
O distrito de Carapo é servido pela seguinte rodovia:
- AY-108, que liga a cidade de Huancapi ao distrito
- PE-30D, que liga o distrito de Palpa (Região de Ica) à cidade de Los Morochucos (Região de Ayacucho) [1][2][3]